# Didymella delphinii
Didymella delphinii är en svampart som beskrevs av Earle 1904. Didymella delphinii ingår i släktet Didymella, ordningen Pleosporales, klassen Dothideomycetes, divisionen sporsäcksvampar och riket svampar.   Inga underarter finns listade i Catalogue of Life.